# Eje Monumental

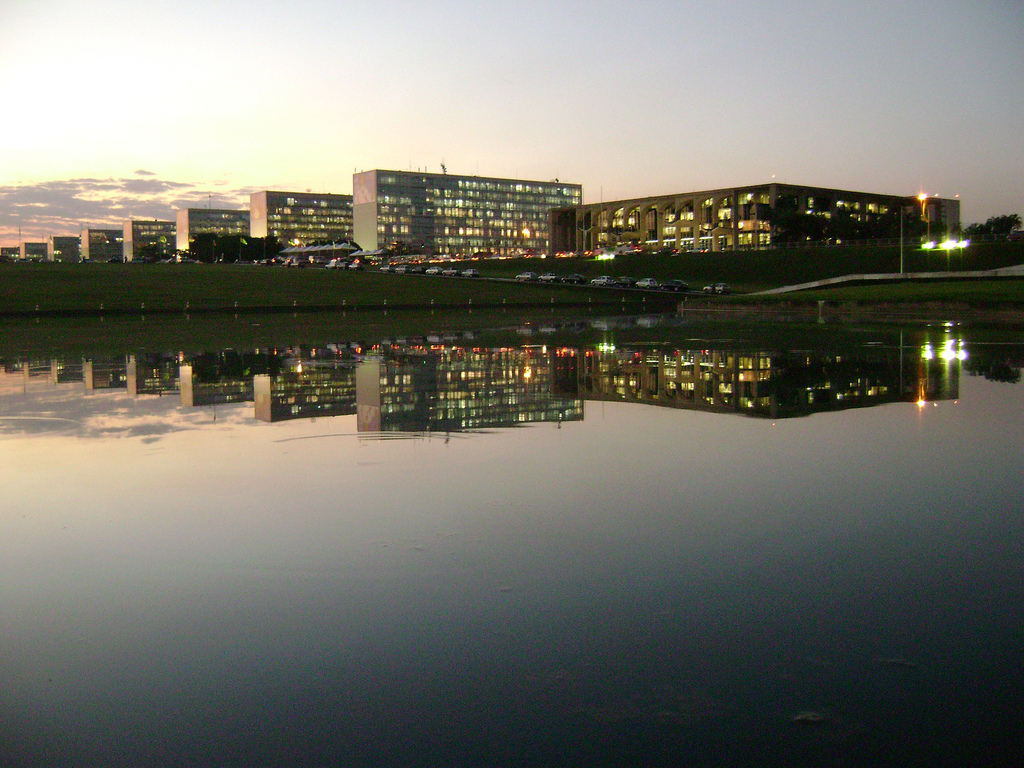
Explanada de los Ministerios al anochecer.

El Eje Monumental (en portugués, Eixo Monumental) es una avenida que se localiza en el centro del Plan Piloto de Brasilia, capital de Brasil. Es conocido popularmente como el "cuerpo del avión", en el diseño del Plan Piloto de Brasilia. Se extiende 16 km, siendo la unión entre la Red ferroviaria de Brasilia (al occidente) y la plaza de los Tres Poderes (al oriente).
También es conocido como "Gran Eje Monumental" (Eixão Monumental); a lo largo de él se sitúan diversos monumentos. La parte occidental está dedicada a los órganos del gobierno del distrito federal, como el Palacio de Buriti (sede del gobierno local), el Tribunal de Justicia del Distrito Federal y Territorios y la sede de la Cámara Legislativa del Distrito Federal. También se encuentran en la parte occidental el Memorial JK y la Catedral Militar Reina de Paz.
En su área central, se encuentran la estación de autobuses del Plan Piloto, localizada en la intersección de los ejes Monumental y Gran Eje, y la Torre de Televisión. Al oriente, en el área dedicada a los órganos del Gobierno Federal, están la plaza de los Tres Poderes y la Explanada de los Ministerios. En el gramado localizado en la parte oriental de la avenida, se acostumbra a realizar diferentes eventos, como espectáculos y concentraciones públicas.
Los edificios de la Explanada de los Ministerios fueron proyectados por el arquitecto Oscar Niemeyer.
Con dos autopistas  de seis líneas de tráfico en cada sentido y 250 metros de ancho, el Guinness Book ha considerado que el Eje Monumental posee la mediana más ancha de una autovía en todo el mundo. Cada sentido recibe un nombre de vía específico, siendo denominado N-1 el lado norte (sentido oriente-occidente) y S-1 el lado sur (sentido occidente-oriente).

## Principales edificios
| Foto | Sitio                                                                    |
| ---- | ------------------------------------------------------------------------ |
|      | Catedral de Brasilia Catedral Metropolitana Nossa Senhora Aparecida      |
|      | Complejo Cultural de la República (Museo Nacional y Biblioteca Nacional) |
|      | Palacio Itamaraty Ministerio de Relaciones Exteriores                    |
|      | Palacio Nereu Ramos Congreso Nacional                                    |
|      | Supremo Tribunal Federal                                                 |
|      | Panteón Nacional de Brasil                                               |
|      | Memorial JK Monumento Juscelino Kubitschek                               |
|      | Torre de televisión de Brasilia                                          |
|      | Plaza de los Tres Poderes                                                |
|      | Palacio del Planalto (Sede presidencial)                                 |
|      | Palacio de Justicia (Ministerio de Justicia)                             |

- Catedral Metropolitana de Nuestra Señora Aparecida
- Palacio de Itamaraty
- Congreso Nacional
- Supremo Tribunal Federal
- Panteón de la Patria
- Memorial JK
- Plaza de los Tres Poderes
- Palacio del Planalto
- Palacio de Justicia
- Ministerios